# Libro negro

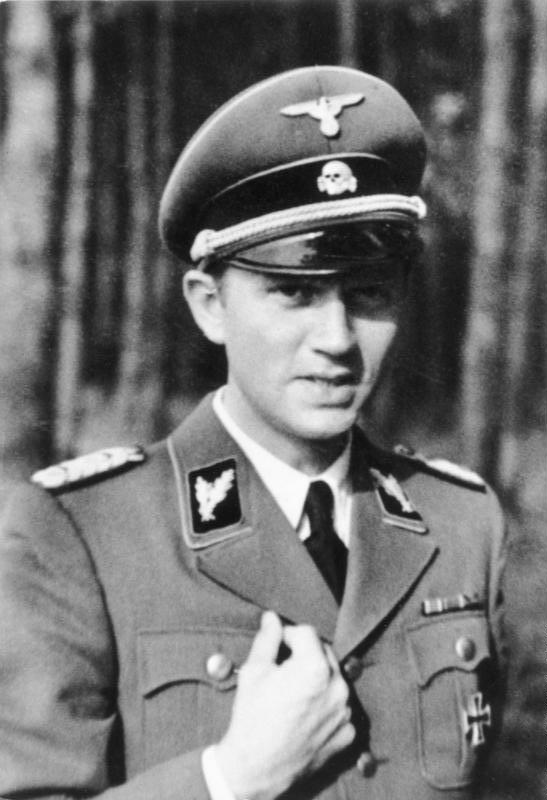
El SS-Oberführer Walter Schellenberg, compilador del Libro negro.

«Libro negro» es el nombre dado después de la Segunda Guerra Mundial a la de Sonderfahndungsliste GB («Lista de búsqueda especial de Gran Bretaña»), un compendio de prominentes residentes en las islas británicas que debían ser arrestados tras el éxito de la invasión de Gran Bretaña por la Alemania nazi en 1940. El Libro Negro fue un producto de los Einsatzgruppen de las SS, compilado por el SS-Oberführer Walter Schellenberg, y contenía los nombres de 2820 personas -tanto súbditos británicos como exiliados europeos- que vivían en el Reino Unido, que iban a ser detenidos inmediatamente después de la invasión, ocupación y anexión de Gran Bretaña al Tercer Reich.
La Sonderfahndungsliste GB era un apéndice de la Informationsheft GB, el manual de la Gestapo para la invasión de Gran Bretaña, que contenía 144 páginas de información sobre aspectos políticamente importantes de la sociedad británica, incluyendo instituciones como embajadas, universidades, periódicos y logias masónicas, lo que facilitaría la ocupación nazi y la administración de Gran Bretaña. Se alega que Dick Ellis, agente encubierto a sueldo de Alemania en los Servicios de inteligencia del Reino Unido, proporcionó mucha de la información, a pesar de que gran parte era del dominio público fácilmente disponible en distintos medios, como los periódicos.

## Antecedentes
El manual original, Informationsheft GB incluía información relevante sobre el Reino Unido en ámbitos como la geografía, economía, sistema político, forma de gobierno, sistema legal, administración civil, organización militar, sistema educativo, museos, prensa, radio, religión, inmigración, presencia de judíos, aparato policial y servicios secretos. El Libro negro, por su parte, formaba un apéndice, de 104 páginas, con los nombres ordenados alfabéticamente en forma de Fahndungsliste o lista de los más buscados.
Al lado de cada nombre se colocó el número de la RSHA (Oficina Central de Seguridad del Reich) a la que la persona iba a ser entregada. Por ejemplo, Winston Churchill iba a ser colocado bajo la custodia del Amt VI (Inteligencia Militar Extranjera), pero la gran mayoría de las personas que figuran en el Libro negro lo estarían bajo la custodia de la Amt IV o Gestapo. La lista contiene varios errores notables, como personas que ya habían fallecido (como Lytton Strachey) o que no vivían en Gran Bretaña (como es el caso de Paul Robeson), así como omisiones importantes (como George Bernard Shaw, uno de los pocos escritores en idioma inglés cuyas obras se publicaron y representaron en la Alemania nazi).
La primera tirada de la lista imprimió 20 000 libros, aunque el almacén en el que se almacenan fue destruido en un bombardeo y sólo se conservaron dos originales, uno de ellos en el Museo de la Guerra Imperial de Londres. Al enterarse de la existencia del libro, se dice que Rebecca West envió un telegrama a Noel Coward diciendo: "Mi querido: Las personas con las que deberíamos haber muerto".
El libro mantiene un formato similar a otras listas anteriores preparados por las SS con la colaboración de quintacolumnistas, como el Sonderfahndungsbuch Polen, que se puso en práctica tras la invasión nazi de Polonia y que compilaba más de 61.000 nombres, objetivo de las operaciones Tannenberg y Intelligenzaktion de los Einsatzgruppen, las acciones de eliminación de la intelectualidad polaca y las clases altas en la Polonia ocupada entre 1939 y 1941.

## Personas destacadas
- Max Aitken, Lord Beaverbrook, magnate de los negocios anglo-canadiense.[6][7]
- Sir Norman Angell, diputado laborista galardonado con el Premio Nobel de la Paz en 1933.[8]
- Robert Baden-Powell, fundador y líder del escultismo, que los nazis consideraban como una organización de espionaje.[9]
- Clement Attlee, líder laborista.
- Edvard Beneš, presidente del gobierno checoslovaco en el exilio.[10]
- Violet Bonham Carter, política liberal antifascista.[11]
- "Harry Bullock", del que cree que es un error al referirse a Guy Henry Bullock, diplomático y alpinista.[12]
- Neville Chamberlain, ex primer ministro.[13]
- Sydney Chapman, economista y funcionario.[13]
- Winston Churchill, primer ministro.[13]
- Marthe Cnockaert, espía en la Primera Guerra Mundial.[14]
- Claud Cockburn, periodista.[14]
- Seymour Cocks, político laborista.[14]
- Eleanor Rathbone, miembro del Parlamento. Activista para la asistencia a los refugiados.[15]
- Lionel Leonard Cohen, abogado.[14]
- Robert Waley Cohen, industrial.[14]
- G. D. H. Cole, académico.[14]
- Norman Collins, ejecutivo de radiodifusión.[14]
- Edward Conze, estudioso anglo-alemán.[14]
- Duff Cooper, ministro de Información.[14]
- Margery Corbett Ashby, feminista.[14]
- Noel Coward, actor que se opuso el apaciguamiento y colaboró con las fuerzas armadas y el MI5.[13]
- Charles de Gaulle, líder de la Francia Libre y general francés.[6]
- Sefton Delmer, periodista.[16]
- Anthony Eden, secretario de Estado para la Guerra.[17]
- E. M. Forster, autor.[18]
- Sigmund Freud, creador del psicoanálisis (muerto el 23 de septiembre de 1939).[19]
- Willie Gallacher, sindicalista.[20]
- Sir Philip Gibbs, periodista y novelista.[21]
- Victor Gollancz, editor.[22]
- J. BS Haldane, genetista, biólogo evolutivo y activista por el comunismo.[23]
- Ernst Hanfstaengl, refugiado alemán desde 1937.[23]
- Aldous Huxley, autor, ya emigrado a los EE. UU. en 1936.[24]
- Alexander Korda, productor británico de origen húngaro y director de cine.[6]
- Harold Laski, teórico político, economista y autor.[25]
- Megan Lloyd George, político, hija de David Lloyd George, que no estaba en la lista.[4]
- David Low, dibujante y caricaturista político.[26]
- F. L. Lucas, crítico literario, escritor y activista contra el fascismo.[26]
- Jan Masaryk, ministro de Relaciones Exteriores del gobierno checoslovaco en el exilio.[27]
- Jimmy Maxton, político pacifista.[20]
- Naomi Mitchison, novelista.[20]
- Gilbert Murray, erudito clásico y activista para la Sociedad de las Naciones.[28]
- Harold Nicolson, diplomático, escritor y cronista.[6]
- Conrad O'Brien-ffrench, agente del SIS/MI6.[19]
- Vic Oliver, actor judío, originario de Austria. Casado con la hija de Winston Churchill, Sarah.[29]
- Ignacy Jan Paderewski, pianista, ex primer ministro de Polonia.[30]
- Sylvia Pankhurst, sufragista, escritor, periodista y antifascista.[31]
- Nikolaus Pevsner, historiador de la arquitectura de origen alemán.[32]
- J. B. Priestley, creador de transmisiones populares antinazis y de obras de ficción.[33]
- Hermann Rauschning, refugiado alemán y una vez amigo personal de Hitler.[34]
- Paul Robeson, cantante y actor afroamericano con fuertes afiliaciones comunistas.[35]
- Bertrand Russell, filósofo, historiador y pacifista.[36]
- C. P. Snow, físico y novelista.[37]
- Stephen Spender, poeta, novelista y ensayista.[38]
- Katharine Stewart-Murray, duquesa de Atholl.[20]
- Lytton Strachey, fallecido en 1932, escritor y crítico.[39]
- Sybil Thorndike, actriz.[40]
- Nancy Astor, aristócrata inglesa nacida en Estados Unidos.[7]
- Gottfried Reinhold Treviranus, político y exministro alemán.[41]
- Beatrice Webb, socialista y economista.[42]
- Jaim Weizmann, líder sionista.[43]
- H. G. Wells, autor y socialista.[43]
- Rebecca West, sufragista y escritor.[43]
- Ted Willis, dramaturgo.[44]
- Leonard Woolf, teórico político, autor, editor, y funcionario, esposo de Virginia Woolf.[45]
- Virginia Woolf, novelista y ensayista, esposa de Leonard Woolf.[45]